# Diskografie Sigrid
Toto je seznam vydané diskografie norské zpěvačky Sigrid.

## Studiová alba
| Název         | Detaily o albu                                   | Umístění v hitparádách | Umístění v hitparádách | Umístění v hitparádách | Umístění v hitparádách | Umístění v hitparádách | Umístění v hitparádách | Umístění v hitparádách | Umístění v hitparádách | Umístění v hitparádách | Umístění v hitparádách | Certifikace                         |
| Název         | Detaily o albu                                   | NOR                    | AUS                    | AUT                    | BEL (FL)               | GER                    | IRE                    | SCO                    | SWE                    | SWI                    | UK                     | Certifikace                         |
| ------------- | ------------------------------------------------ | ---------------------- | ---------------------- | ---------------------- | ---------------------- | ---------------------- | ---------------------- | ---------------------- | ---------------------- | ---------------------- | ---------------------- | ----------------------------------- |
| Sucker Punch  | - Vydáno: 8. března 2019 - Vydavatelství: Island | 1                      | 84                     | 51                     | 34                     | 63                     | 4                      | 4                      | 57                     | 54                     | 4                      | - IFPI NOR: 2× Platinum - BPI: Gold |
| How to Let Go | - Vydáno: 6. května 2022 - Vydavatelství: Island | 1                      | —                      | —                      | 100                    | 61                     | 11                     | 4                      | —                      | 73                     | 2                      |                                     |

## Extended play
| Název              | Detaily                                             | Vrcholová umístění v žebříčcích |
| Název              | Detaily                                             | US Heat                         |
| ------------------ | --------------------------------------------------- | ------------------------------- |
| Don't Kill My Vibe | - Vydáno: 5. května 2017 - Vydavatelství: Island    | 19                              |
| Raw                | - Vydáno: 11. července 2018 - Vydavatelství: Island | —                               |
| The Hype           | - Vydáno: 27. října 2023 - Vydavatelství: Island    | —                               |

## Singly

### Jako hlavní umělkyně
| Název                                                                                   | Rok  | Umístění v hitparádách | Umístění v hitparádách | Umístění v hitparádách | Umístění v hitparádách | Umístění v hitparádách | Umístění v hitparádách | Umístění v hitparádách | Umístění v hitparádách | Umístění v hitparádách | Certifikace                             | Album                      |
| Název                                                                                   | Rok  | NOR                    | AUS                    | AUT                    | BEL (FL) Tip           | BEL (WA) Tip           | GER                    | IRL                    | UK                     | US Dance Airplay       | Certifikace                             | Album                      |
| --------------------------------------------------------------------------------------- | ---- | ---------------------- | ---------------------- | ---------------------- | ---------------------- | ---------------------- | ---------------------- | ---------------------- | ---------------------- | ---------------------- | --------------------------------------- | -------------------------- |
| "Don't Kill My Vibe"                                                                    | 2017 | 28                     | 80                     | —                      | —                      | —                      | —                      | —                      | 62                     | —                      | - IFPI NOR: 2× Platinum - BPI: Gold     | Don't Kill My Vibe         |
| "Plot Twist"                                                                            | 2017 | —                      | —                      | —                      | 44                     | —                      | —                      | —                      | —                      | —                      | - IFPI NOR: Gold                        | Don't Kill My Vibe         |
| "Strangers"                                                                             | 2017 | 6                      | —                      | —                      | 25                     | 16                     | —                      | 7                      | 10                     | —                      | - IFPI NOR: 2× Platinum - BPI: Platinum | Sucker Punch               |
| "Raw"                                                                                   | 2018 | —                      | —                      | —                      | —                      | —                      | —                      | —                      | —                      | —                      |                                         | Raw                        |
| "High Five"                                                                             | 2018 | —                      | —                      | —                      | 35                     | —                      | —                      | 61                     | 59                     | —                      | - BPI: Silver                           | Raw                        |
| "Schedules"                                                                             | 2018 | —                      | —                      | —                      | —                      | —                      | —                      | —                      | —                      | —                      |                                         | Raw                        |
| "Sucker Punch"                                                                          | 2018 | 12                     | —                      | —                      | —                      | 14                     | —                      | 96                     | —                      | —                      | - IFPI NOR: Platinum                    | Sucker Punch               |
| "Don't Feel Like Crying"                                                                | 2019 | 22                     | —                      | —                      | —                      | —                      | —                      | 16                     | 13                     | 23                     | - BPI: Platinum                         | Sucker Punch               |
| "Mine Right Now"                                                                        | 2019 | 40                     | —                      | —                      | —                      | —                      | —                      | —                      | —                      | —                      |                                         | Sucker Punch               |
| "Home to You"                                                                           | 2019 | 18                     | —                      | 75                     | —                      | —                      | 88                     | —                      | —                      | —                      |                                         | The Aeronauts (Soundtrack) |
| "Mirror"                                                                                | 2021 | 13                     | —                      | —                      | —                      | —                      | —                      | 76                     | 49                     | 1                      | - BPI: Silver                           | How to Let Go              |
| "Burning Bridges"                                                                       | 2021 | 38                     | —                      | —                      | —                      | —                      | —                      | —                      | —                      | —                      |                                         | How to Let Go              |
| "Head on Fire" (s Griff)                                                                | 2022 | 33                     | —                      | —                      | —                      | —                      | —                      | —                      | 44                     | —                      |                                         | Singl bez alb              |
| "It Gets Dark"                                                                          | 2022 | 39                     | —                      | —                      | —                      | —                      | —                      | —                      | —                      | —                      |                                         | How to Let Go              |
| "Bad Life" (s Bring Me the Horizon)                                                     | 2022 | 28                     | —                      | —                      | —                      | —                      | —                      | —                      | 50                     | —                      | - BPI: Silver                           | How to Let Go              |
| "The Hype"                                                                              | 2023 | 37                     | —                      | —                      | —                      | —                      | —                      | —                      | —                      | —                      |                                         | The Hype                   |
| "Ghost"                                                                                 | 2023 | —                      | —                      | —                      | —                      | —                      | —                      | —                      | —                      | —                      |                                         | The Hype                   |
| "Jellyfish"                                                                             | 2025 | —                      | —                      | —                      | —                      | —                      | —                      | —                      | —                      | —                      |                                         | bude oznámeno              |
| "Fort Knox"                                                                             | 2025 | bude vydáno            | bude vydáno            | bude vydáno            | bude vydáno            | bude vydáno            | bude vydáno            | bude vydáno            | bude vydáno            | bude vydáno            | bude vydáno                             | bude vydáno                |
| "—" značí, že se nahrávka neumístila v hitparádách nebo v tomto území ani nebyla vydána |      |                        |                        |                        |                        |                        |                        |                        |                        |                        |                                         |                            |

### Jako vedlejší umělkyně
| Název                                          | Rok  | Umístění v hitparádě | Album         |
| Název                                          | Rok  | UK                   | Album         |
| ---------------------------------------------- | ---- | -------------------- | ------------- |
| "Times Like These" (jako Live Lounge Allstars) | 2020 | 1                    | Singl bez alb |

### Promo singly
| "Sun"                                                                                   | 2013 | —  | Singly bez alb                    |
| "Two Fish"                                                                              | 2013 | —  | Singly bez alb                    |
| "Known You Forever"                                                                     | 2014 | —  | Singly bez alb                    |
| "Dynamite"                                                                              | 2017 | —  | Don't Kill My Vibe a Sucker Punch |
| "I Don't Want to Know"                                                                  | 2018 | —  | Raw                               |
| "Focus (Demo)"                                                                          | 2018 | —  | Raw                               |
| "Sight of You"                                                                          | 2019 | 30 | Sucker Punch                      |
| "Blue"                                                                                  | 2022 | —  | How to Let Go (Special Edition)   |
| "—" značí, že se nahrávka neumístila v hitparádách nebo v tomto území ani nebyla vydána |      |    |                                   |

## Další umístěné písně
| Název             | Rok  | Umístění v hitparádě | Album              |
| Název             | Rok  | SCO                  | Album              |
| ----------------- | ---- | -------------------- | ------------------ |
| "Everybody Knows" | 2017 | 97                   | Liga spravedlnosti |

## Spoluumělkyně
| Název         | Rok  | Další umělec | Album                                     |
| ------------- | ---- | ------------ | ----------------------------------------- |
| "One Kiss"    | 2019 | žádný        | BBC Radio 1's Live Lounge: The Collection |
| "The Feeling" | 2024 | Kygo         | Kygo                                      |

## Videoklipy

### Jako hlavní umělkyně
| Název                               | Rok  | Režisér                           | Reference |
| ----------------------------------- | ---- | --------------------------------- | --------- |
| "Don't Kill My Vibe"                | 2017 | J.A.C.K.                          | [ 43 ]    |
| "Plot Twist"                        | 2017 | Sigurd Fossen William Glandberger | [ 44 ]    |
| "Strangers"                         | 2017 | Ivana Bobic                       | [ 45 ]    |
| "High Five"                         | 2018 | Ivana Bobic                       | [ 46 ]    |
| "Sucker Punch"                      | 2018 | AB/CD/CD                          | [ 47 ]    |
| "Don't Feel Like Crying"            | 2019 | Zhang + Knight                    | [ 48 ]    |
| "Mine Right Now"                    | 2019 | Max Siedentopf                    | [ 49 ]    |
| "Mine Right Now" (Vertical Video)   | 2019 | —                                 | [ 50 ]    |
| "Mirror"                            | 2021 | Femke Huurdeman                   | [ 51 ]    |
| "Burning Bridges"                   | 2021 | Sophia Ray                        | [ 52 ]    |
| "Bad Life" (s Bring Me the Horizon) | 2022 | Raja Virdi                        | [ 54 ]    |

### Jako vedlejší umělkyně
| Název                                                | Rok  | Režisér | Reference |
| ---------------------------------------------------- | ---- | ------- | --------- |
| "Sister" (Tellef Raabe)                              | 2016 | —       | [ 55 ]    |
| "Times Like These" (Artists of Live Lounge Allstars) | 2020 | —       |           |